# Јан Бергер
Јан Бергер (чеш. Jan Berger; Праг, 27. новембар 1955) бивши је чешки фудбалер, репрезентативац Чехословачке, освајач златне медаље са Летњих олимпијских игара у Москви 1980. године. Учесник је Европског првенства 1980. у Италији и Светског првенства 1982. у Шпанији.

## Каријера
У Чехословачкој је играо за Дуклу из Прага, освојивши титулу првака државе 1979, постигао је укупно шест голова између 1978. и 1980. Прешао је у прашку Спарту 1980. године после олимпијског фудбалског турнира 1980. Проглашен је за најбољег чехословачког фудбалера 1984. године. Док је био играч Спарте, Бергер је освојио још две титуле првака. Потом је каријеру наставио у Швајцарској 1986. године.
Одиграо је укупно 30 утакмица за фудбалску репрезентацију Чехословачке. Учесник је Европског првенства 1980. у Италији и Светског првенства 1982. у Шпанији. Са репрезентацијом је освојио златну медаљу на Летњим олимпијским играма у Москви 1980. године.
Након завршетка играчке каријере, тренирао је неколико клубова у Чешкој.

## Остало
Бергер је стриц познатог чешког фудбалера Патрика Бергера који је играо за репрезентацију Чешке. Његов син Томаш Бергер је такође фудбалер.

## Успеси

### Клуб
- Прва лига Чехословачке

Дукла Праг: 1978/79.
Спарта Праг: 1983/84, 1984/85.
- Куп Чехословачке

Дукла Праг: 1979/80.
Спарта Праг: 1983/84.

### Репрезентација
Чехословачка
- Олимпијске игре: Златна медаља 1980.
- Европско првенство: Треће место 1980.